# Lullula arborea
La alondra totovía o  totovía (Lullula arborea) es un ave paseriforme de la familia Alaudidae. 

## Características
Posee un dorso pardo con bandas negras, un píleo marrón tostado también bandeado, mejillas rojizas y una banda blanquecina supraorbitaria. Es frecuente en bosques abiertos, brezales y límites de bosques. En primavera, los machos entonan un reclamo muy característico que les hace fácilmente reconocibles.
Su nido está revestido de pelo o hierba, cerca de arbustos, en el suelo; contiene tres o cuatro huevos, puestos en dos nidadas, de abril a junio.
Se alimenta de insectos, semillas, bayas, que recoge del suelo.

## Distribución
Se distribuye por toda Europa, salvo el norte de Escandinavia y las islas británicas. Es rara por encima de los 2000 m.